# Rhinotorus ovalis
Rhinotorus ovalis är en stekelart som först beskrevs av Davis 1897.  Rhinotorus ovalis ingår i släktet Rhinotorus och familjen brokparasitsteklar. Inga underarter finns listade i Catalogue of Life.